# Ерлсборо (Оклахома)
Ерлсборо (англ. Earlsboro) — місто (англ. town) в США, в окрузі Поттаватомі штату Оклахома. Населення — 594 особи (2020).

## Географія
Ерлсборо розташоване за координатами 35°19′46″ пн. ш. 96°48′16″ зх. д. / 35.32944° пн. ш. 96.80444° зх. д. (35.329440, -96.804488).  За даними Бюро перепису населення США в 2010 році місто мало площу 23,80 км², з яких 23,76 км² — суходіл та 0,04 км² — водойми.

## Демографія
Згідно з переписом 2010 року, у місті мешкало 628 осіб у 229 домогосподарствах у складі 178 родин. Густота населення становила 26 осіб/км².  Було 260 помешкань (11/км²).
Расовий склад населення:
| - 70,4 % — білих - 10,5 % — корінних американців - 7,6 % — чорних або афроамериканців - 1,1 % — азіатів |

До двох чи більше рас належало 9,9 %. Частка іспаномовних становила 3,2 % від усіх жителів.
За віковим діапазоном населення розподілялося таким чином: 25,6 % — особи молодші 18 років, 55,9 % — особи у віці 18—64 років, 18,5 % — особи у віці 65 років та старші. Медіана віку мешканця становила 39,2 року. На 100 осіб жіночої статі у місті припадало 93,2 чоловіків;  на 100 жінок у віці від 18 років та старших — 94,6 чоловіків також старших 18 років.
Середній дохід на одне домашнє господарство  становив 55 013 долари США (медіана — 43 125), а середній дохід на одну сім'ю — 63 454 долари (медіана — 51 389). Медіана доходів становила 46 786 доларів для чоловіків та 26 818 доларів для жінок. За межею бідності перебувало 16,5 % осіб, у тому числі 27,3 % дітей у віці до 18 років та 8,3 % осіб у віці 65 років та старших.
Цивільне працевлаштоване населення становило 180 осіб. Основні галузі зайнятості: освіта, охорона здоров'я та соціальна допомога — 19,4 %, роздрібна торгівля — 13,3 %, будівництво — 12,2 %, виробництво — 11,7 %.